# Oghamstein von Gartree
 Der Oghamstein von Gartree (irisch Gort Righ) steht an der Zufahrt zum Gartree House in der Nähe des Lough Neagh östlich des Militärflugplatzes „RAF Longford Lodge“ im County Antrim in Nordirland und dient als Torpfosten eines Obstgartens. Der 1,08 m hohe, 0,38 m breite und 0,19 m dicke Stein trägt auf der Nordwestseite eine Oghaminschrift. Er ist einer von nur sechs Oghamsteinen in Nordirland.
Es ist möglich, dass der obere linke Teil des Steins abgeschlagen wurde und Zeichen der Inschrift verloren gingen. Im unteren Teil liegt der Rest der Inschrift möglicherweise unter der Bodenoberfläche. Der lesbare, aber unverständliche Teil der Inschrift lautet: „A E F N O C M S“. Der Stein steht wahrscheinlich nicht in seiner ursprünglichen Position und hat im oberen Teil zwei neuzeitliche Löcher, um ein Tor zu halten.